# Fortuna

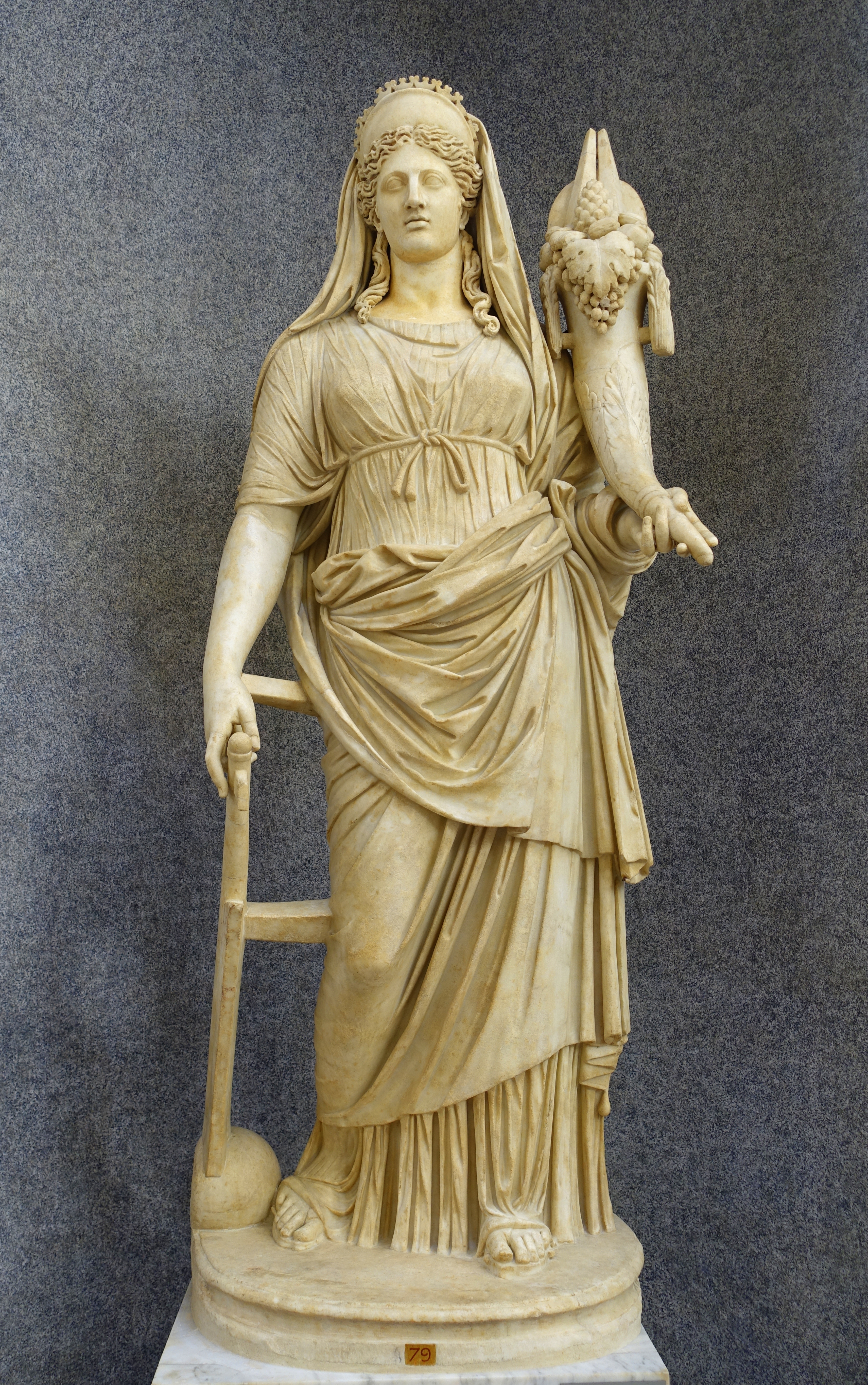
Antikes Standbild der Göttin Fortuna mit einem Füllhorn als Attribut

Fortuna (lateinisch für „Glück“, „Schicksal“; Fors Fortuna: „Macht des Schicksals“; Beiname Antias) ist die Glücks- und Schicksalsgöttin der römischen Mythologie, sie entspricht der Tyche in der griechischen Mythologie. In der bildenden Kunst wird Fortuna häufig mit signifikanten Attributen dargestellt, dem Lebens- oder Schicksalsrad, einem Füllhorn, einem Ruder oder auf einer Kugel rollend.

## Antike
Vermutlich wurde die Göttin bereits zu Beginn des Römischen Reichs durch den König Servius Tullius populär. Tullius soll der Fortuna sechsundzwanzig Tempel gewidmet haben, jeden mit einer anderen Epiklese. Der Legende nach war er als Sohn einer Sklavin durch die Gunst der Schicksalsgöttin auf den Königsthron gekommen. Fortuna spielte später in der Religion der Römer eine wichtige Rolle, unter anderem wird sie als eine der Parzen genannt. Viele Tempel im gesamten Römischen Reich waren ihr gewidmet (z. B. der Tempel der Fortuna Euelpis). Bekannte Tempel der Fortuna befanden sich in Antium, von dem sie ihren Beinamen Antias hat, in Praeneste und auf dem Quirinal, einem der sieben Hügel Roms. Ihr Fest wurde am 24. Juni gefeiert. Fortuna wurde von den Römern als Staatsgöttin (Fortuna Populi Romani) und als Privatgöttin (Fortuna privata) verehrt.

## Mittelalter und Neuzeit

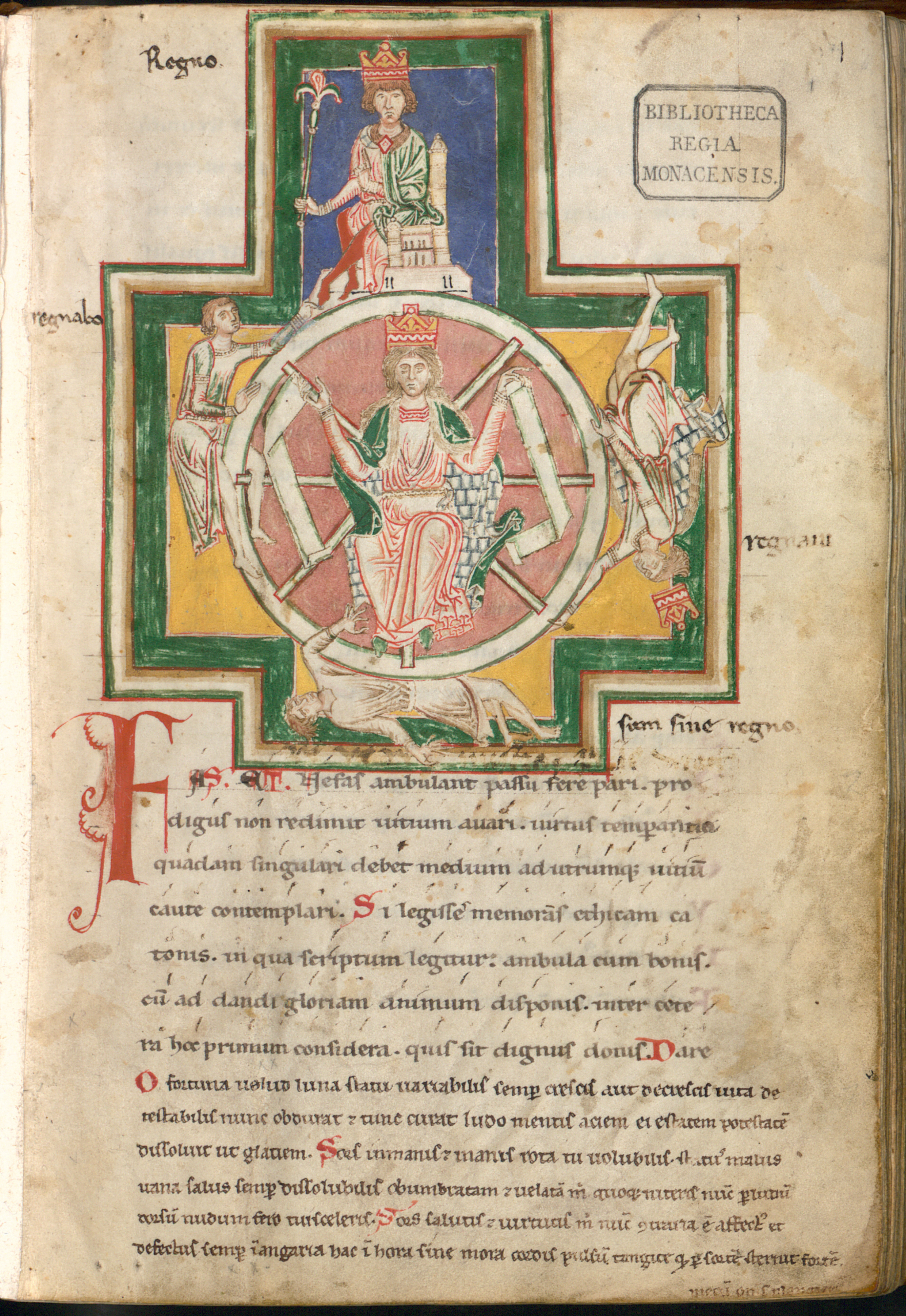
Imperatrix Fortuna (Herrscherin Fortuna) auf dem Schicksalsrad in einer mittelalterlichen Abbildung der Vagantendichtung Carmina Burana (13. Jahrhundert)

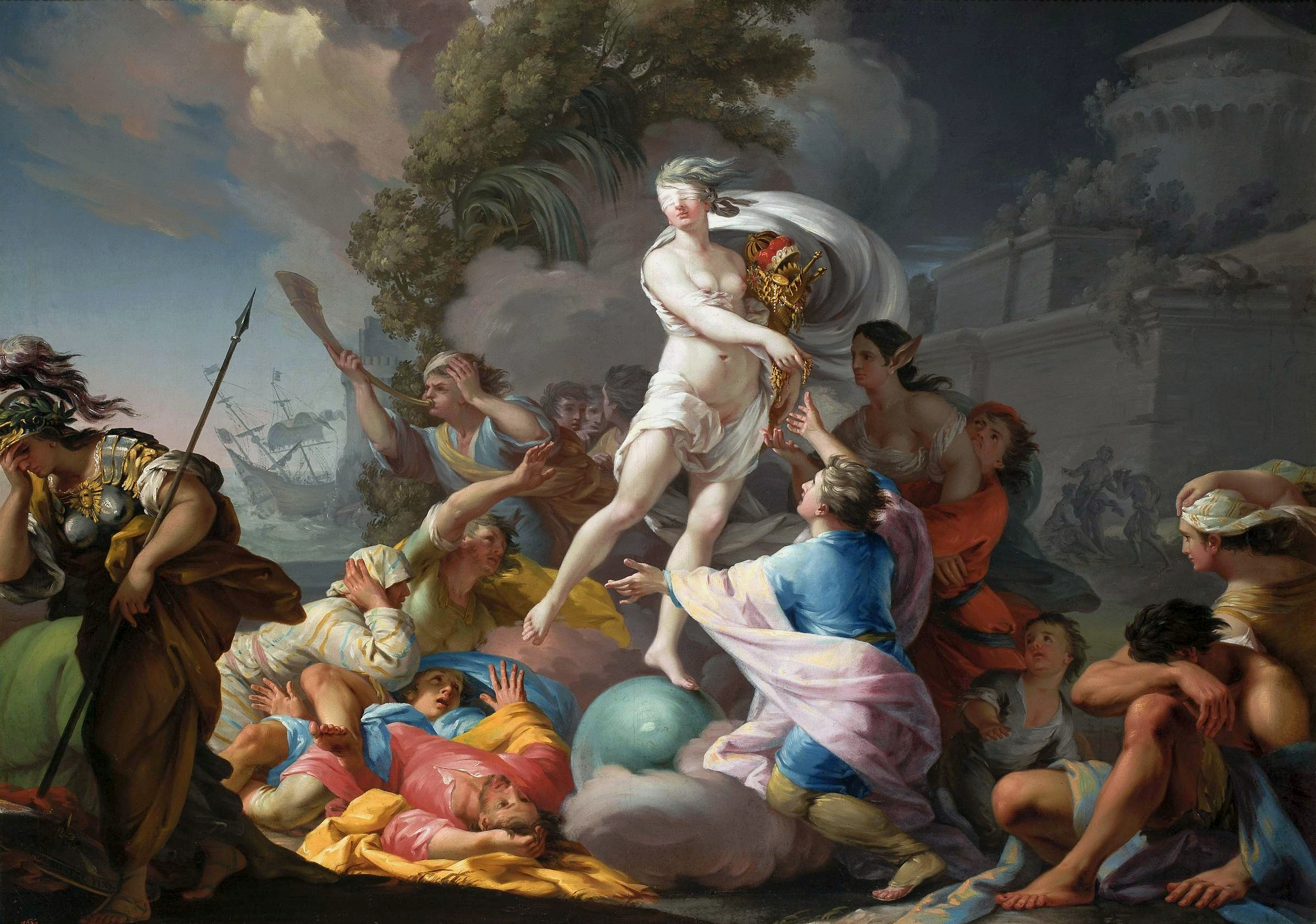
Fortuna, Gemälde von Tadeusz Kuntze, 1754

Ausgehend von den Klosterschulen fing man im 12. Jahrhundert an, Fortuna sowie die Göttin Natura als Dienerinnen Gottes zu sehen. Obwohl diese Idee eigentlich unvereinbar mit dem christlichen Glauben war, wanderte sie im 13. Jahrhundert an die neu gegründeten Universitäten. Philosophisch beschlagene Geister blieben dieser Ansicht gegenüber jedoch häufig kritisch.
Fortuna wird im Allgemeinen als eine wankelmütige, vielschichtige Göttin charakterisiert, welche die Gaben ihres Füllhorns, gutes wie schlechtes Schicksal, Glück und Unglück, ohne Ansehen der Person verteilt (insofern ähnlich der Iustitia). Ihre anfängliche religiöse Bedeutung als Fruchtbarkeitsgöttin wurde dabei später von ihren Glücks- und Schicksalsaspekten verdrängt, die auch im Zusammenhang mit dem mittelalterlichen Motiv der Vanitas auftreten, ikonographisch etwa im Bild vom Rad des Lebens. Als Orakelgöttin wurde Fortuna häufig zur Zukunft befragt, oftmals geschah dies über das Ziehen von Losen, kleinen Holzstücken mit eingeritzten Linien, die von der Priesterschaft gedeutet wurden. Im Tarotblatt X Rad des Schicksals wird nicht selten eine weibliche Figur mit einem Rad dargestellt, die als die Göttin Fortuna zu deuten ist.

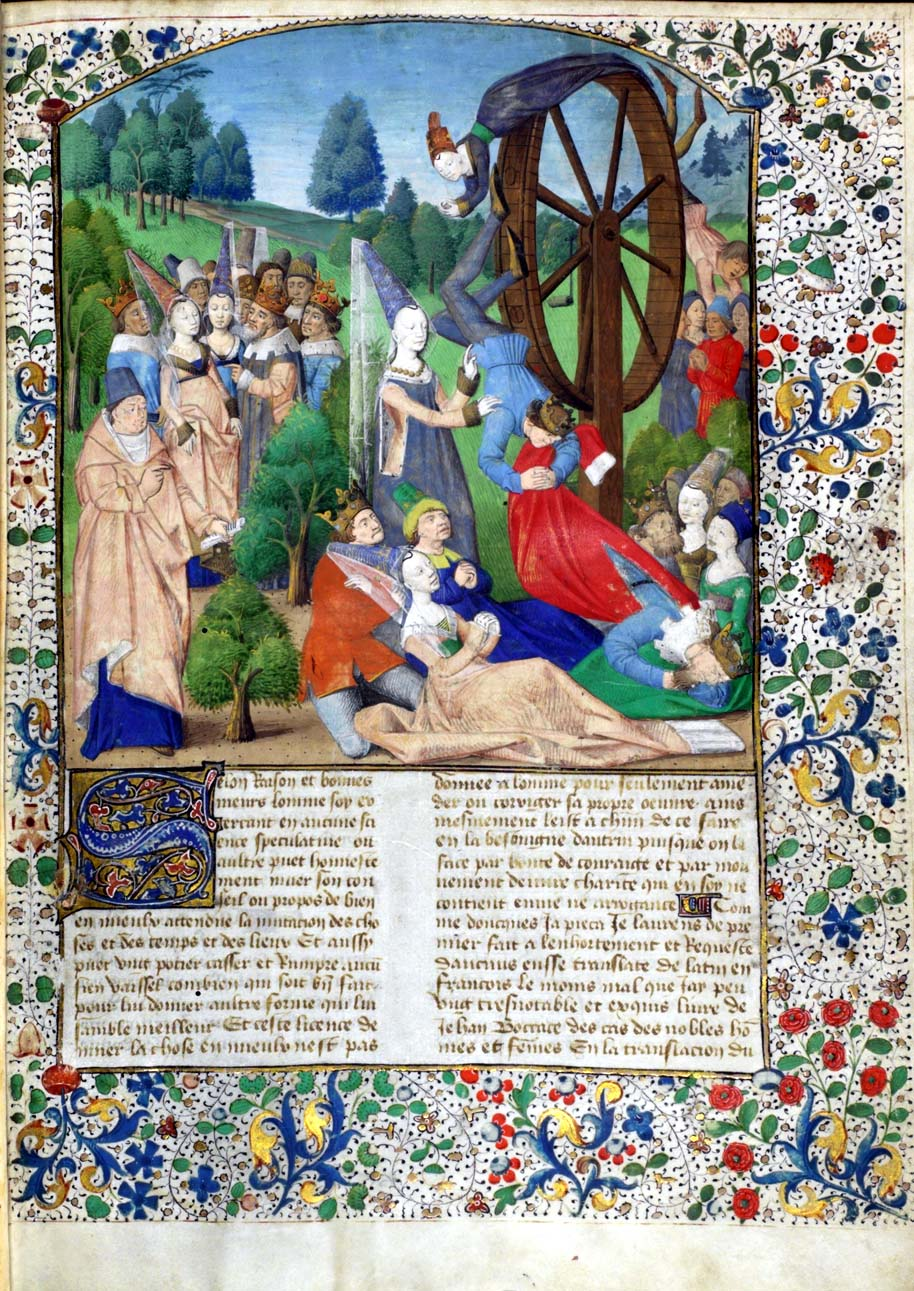
Fortuna und das Rad des Lebens, (Manuskript aus dem 14. Jahrhundert)

Fortuna war auch ein beliebtes Motiv auf Spielmarken oder Jetons im Glücksspiel des 18. und 19. Jahrhunderts.
1935/36 hat der Komponist Carl Orff den ersten und den letzten Teil seiner Carmina Burana ihr gewidmet; der Text Fortuna Imperatrix Mundi (deutsch Fortuna, die Herrin der Welt) aus der gleichnamigen Sammlung des 13. Jahrhunderts beginnt mit:
O Fortuna,
velut luna
statu variabilis …
(O Fortuna, wie der Mond so veränderlich …).
Das zweite Lied beginnt mit:
Fortune plango vulnera …
(Die Wunden, die Fortuna schlug …).

## Trivia
- Im 18. Jahrhundert gab sich der Kammermohr Ignatius den Nachnamen Fortuna.
- Die Wappen von Böhlen im Thüringer Wald und von Glückstadt zeigen eine unbekleidete Fortuna.
- Fortuna ist ein beliebter Vereinsname für Sportvereine und wird insbesondere im Fußball häufig als Kurzform für den ganzen Verein verwendet.